# Steven Beitashour
Steven Mehrdad Beitashour est un footballeur international iranien, également américain, né le 1er février 1987 à San José en Californie. Il joue au poste d'arrière droit.

## Biographie

### En club
Le 27 janvier 2014, il est transféré aux Whitecaps de Vancouver en échange d'une allocation monétaire.
Le 10 novembre 2022, au terme de la saison, les Rapids du Colorado annoncent que son contrat n'est pas renouvelé. Néanmoins, il signe une nouvelle entente d'un an le 13 décembre suivant.

### En équipe nationale

#### Éligibilité

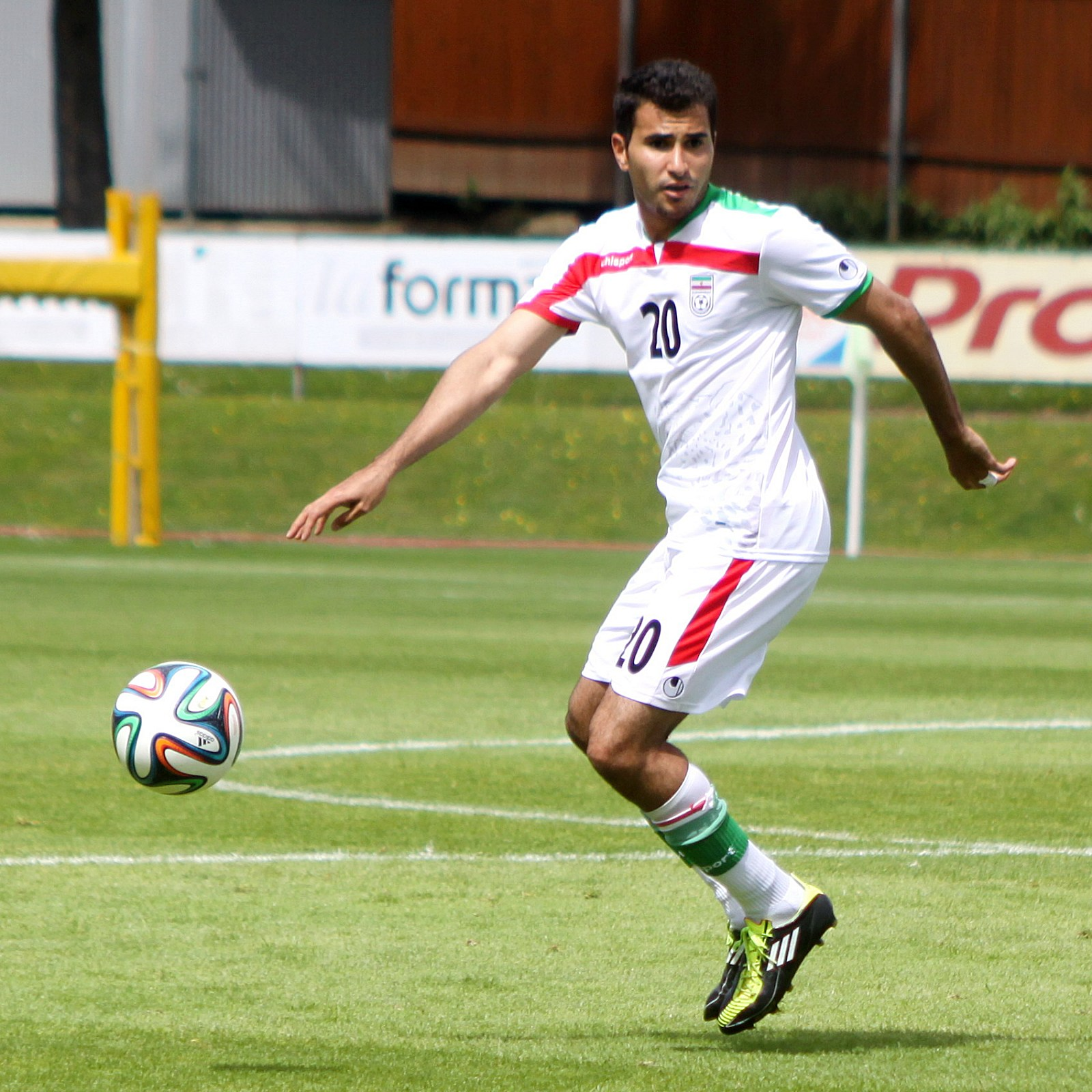
Beitashour jouant pour l'Iran lors d'un match amical contre l'équipe nationale d'Angola, le 30 mai 2014

Étant donné que Beitashour possède la citoyenneté iranienne en vertu des principes de Jus sanguinis, il est éligible pour jouer pour l'équipe nationale de football d'Iran,. Beitashour est né aux États-Unis et est citoyen américain ; il a donc le choix de jouer pour l'Iran ou l'équipe nationale de soccer masculin des États-Unis.
Lorsqu'on lui demande son choix lors d'une entrevue en 2012, il déclare : « Je pense que c'est une excellente position d'avoir deux options, pour le moins... Je dois juste continuer à bien jouer ici [avec les Earthquakes de San José]. Je pense que c'est la chose principale, et de bonnes choses en découleront ».
L'entraîneur de l'équipe nationale d'Iran, Carlos Queiroz, commence à recruter des joueurs éligibles de la diaspora iranienne pour renforcer l'équipe. En juin 2012, il est rapporté que Queiroz est intéressé par la suggestion de Beitashour.

#### États-Unis
Beitashour est appelé pour un match amical international par l'équipe nationale de soccer masculin des États-Unis contre le Mexique le 15 août 2012 ; cependant, il demeure sur le banc sans entrer en jeu,.
L'entraîneur Jürgen Klinsmann explique ensuite sa convocation surprise : « Steven a fait valoir ses arguments au cours des derniers mois et parler avec Frank Yallop [l'entraîneur de Beitashour aux Earthquakes] et obtenir des informations de sa part était l'étape la plus importante... Nous sommes ravis de l'accueillir. Il sera bienvenu ici et il verra que c'est un environnement très positif et confortable où il peut s'installer sans problème. Nous sommes curieux de le voir lors des quelques séances d'entraînement que nous avons. Ce n'est pas beaucoup car nous avons deux jours et demi pour nous préparer à un match, mais évidemment j'aimerais le voir sur une période plus longue. Ce sera curieux d'avoir sa première impression ».

#### Iran
Le 5 octobre 2013, Beitashour est appelé en sélection nationale d'Iran par Carlos Queiroz pour faire partie de l'effectif préliminaire de vingt-sept joueurs en vue d'un match de qualification pour la Coupe d'Asie 2015 contre la Thaïlande. Il n'est pas clair initialement si Beitashour acceptera l'invitation. Deux jours plus tard, il est confirmé que Beitashour a accepté l'appel et rejoindra l'équipe à temps pour le match du 15 octobre. Il fait ses débuts lors de la victoire de l'Iran 2-1 contre la Thaïlande, entrant en jeu en remplacement de Hossein Mahini à la 76e minute. Sa première passe décisive est venue en faveur de l'attaquant Reza Ghoochannejhad contre la Thaïlande lors du match à l'extérieur le 15 novembre, contribuant ainsi à sceller leur place à la Coupe d'Asie 2015. Le 1er juin 2014, Beitashour est sélectionné dans l'équipe d'Iran pour la Coupe du monde 2014. Il reste sur le banc en tant que remplaçant non utilisé lors des trois matchs et n'est pas été appelé dans l'effectif de l'Iran pour la Coupe d'Asie 2015.
En mai 2018, Beitashour est inclus dans l'effectif préliminaire de 35 joueurs de l'Iran pour la Coupe du monde 2018, mais n'est pas choisi pour les vingt-trois finaux.

## Statistiques
| Saison                | Club                    | Championnat           | Championnat | Championnat | Coupe(s) nationale(s) | Coupe(s) nationale(s) | Compétition(s) continentale(s) | Compétition(s) continentale(s) | Compétition(s) continentale(s) | Séries | Séries | Iran | Iran | Total | Total |
| Saison                | Club                    | Division              | M.          | B.          | M.                    | B.                    | Comp.                          | M.                             | B.                             | M.     | B.     | M.   | B.   | M.    | B.    |
| 2010                  | Earthquakes de San José | MLS                   | 8           | 1           | 1                     | 0                     | -                              | -                              | -                              | -      | -      | -    | -    | 9     | 1     |
| 2011                  | Earthquakes de San José | MLS                   | 19          | 0           | 2                     | 0                     | -                              | -                              | -                              | -      | -      | -    | -    | 21    | 0     |
| 2012                  | Earthquakes de San José | MLS                   | 33          | 0           | 3                     | 0                     | -                              | -                              | -                              | 2      | 0      | -    | -    | 38    | 0     |
| 2013                  | Earthquakes de San José | MLS                   | 27          | 1           | 0                     | 0                     | LCC                            | 1                              | 0                              | -      | -      | 3    | 0    | 31    | 1     |
| Sous-total            | Sous-total              | Sous-total            | 87          | 2           | 6                     | 0                     | -                              | 1                              | 0                              | 2      | 0      | 3    | 0    | 99    | 2     |
| 2014                  | Whitecaps de Vancouver  | MLS                   | 27          | 0           | 0                     | 0                     | -                              | -                              | -                              | -      | -      | 3    | 0    | 30    | 0     |
| 2015                  | Whitecaps de Vancouver  | MLS                   | 27          | 0           | 2                     | 0                     | -                              | -                              | -                              | 2      | 0      | -    | -    | 31    | 0     |
| Sous-total            | Sous-total              | Sous-total            | 54          | 0           | 2                     | 0                     | -                              | 0                              | 0                              | 2      | 0      | 3    | 0    | 61    | 0     |
| 2016                  | [oronto FC              | MLS                   | 29          | 0           | 3                     | 0                     | -                              | -                              | -                              | 6      | 0      | -    | -    | 38    | 0     |
| 2017                  | [oronto FC              | MLS                   | 22          | 0           | 3                     | 0                     | -                              | -                              | -                              | 5      | 0      | -    | -    | 30    | 0     |
| Sous-total            | Sous-total              | Sous-total            | 51          | 0           | 6                     | 0                     | -                              | 0                              | 0                              | 11     | 0      | 0    | 0    | 68    | 0     |
| 2018                  | Los Angeles FC          | MLS                   | 30          | 2           | 3                     | 0                     | -                              | -                              | -                              | 1      | 0      | -    | -    | 34    | 2     |
| 2019                  | Los Angeles FC          | MLS                   | 25          | 1           | 1                     | 0                     | -                              | -                              | -                              | 1      | 0      | -    | -    | 27    | 1     |
| Sous-total            | Sous-total              | Sous-total            | 55          | 3           | 4                     | 0                     | -                              | 0                              | 0                              | 2      | 0      | 0    | 0    | 61    | 3     |
| 2020                  | Rapids du Colorado      | MLS                   | 0           | 0           | -                     | -                     | -                              | -                              | -                              | 0      | 0      | -    | -    | 0     | 0     |
| 2021                  | Rapids du Colorado      | MLS                   | 11          | 0           | -                     | -                     | -                              | -                              | -                              | 0      | 0      | -    | -    | 11    | 0     |
| 2022                  | Rapids du Colorado      | MLS                   | 19          | 0           | 1                     | 0                     | LCC                            | 0                              | 0                              | -      | -      | -    | -    | 20    | 0     |
| 2023                  | Rapids du Colorado      | MLS                   | 0           | 0           | 0                     | 0                     | -                              | -                              | -                              | -      | -      | -    | -    | 0     | 0     |
| Sous-total            | Sous-total              | Sous-total            | 30          | 0           | 1                     | 0                     | -                              | 0                              | 0                              | 0      | 0      | 0    | 0    | 31    | 0     |
| Total sur la carrière | Total sur la carrière   | Total sur la carrière | 277         | 5           | 19                    | 0                     | -                              | 1                              | 0                              | 17     | 0      | 6    | 0    | 320   | 5     |

## Palmarès
Avec les Earthquakes de San José, il remporte le Supporters' Shield en 2012. Avec les Whitecaps de Vancouver, il remporte le Championnat canadien en 2015 avant de soulever le même trophée en 2016 et 2017 avec le Toronto FC. Avec cette même franchise, il s'impose en saison régulière et en séries de MLS en 2017, ajoutant ainsi le MLS Supporters' Shield et la Coupe MLS à son palmarès. Il remporte de nouveau le MLS Supporters' Shield avec le Los Angeles FC en 2019.